# Виктория Айвярд
Вижте пояснителната страница за други личности с името Виктория.
Виктория Айвярд (на английски: Victoria Aveyard) е американска сценаристка и писателка на бестселъри в жанра фентъзи.

## Биография и творчество
Виктория Айвярд е родена на 27 юли 1990 г. в Ист Лонгмидоу, Масачузетс, САЩ.
Завършва през 2012 г. Университета на Южна Калифорния с бакалавърска степен по кинодраматургия. По време на следването си работи за кратко в киностудия „Валхала“, а след дипломирането си за половин година към киностудия „20th Century Fox“. Напускайки работа си в продължение на година работи над първия си ръкопис.
Дебютният ѝ роман „Алена кралица“ от едноименната фентъзи поредица е публикуван през 2014 г. Светът на главната героиня Мер Бароу е разделен според цвета на кръвта – червена за обикновените хора и сребърна за благородниците. Нейната кръв е червена, но изведнъж се оказва, че притежава необикновена сила. Получила място в кралския двор тя е изправена през вражди, коварство и интриги, и срещу собствените си чувства. Книгата става бестселър в списъка на „Ню Йорк Таймс“ и я прави известна.
Виктория Айвярд живее в Ист Лонгмидоу и в Лос Анджелис.

## Произведения

### Серия „Алена кралица“ (Red Queen)
1. Red Queen (2014)
Алена кралица: Аз съм лъжа, изд.: „Сиела“, София (2015), прев. Деница Райкова, ISBN 9789542817529
2. Glass Sword (2016)
Стъкленият меч, изд.: „Сиела“, София (2016), прев. Деница Райкова, ISBN 9789542819967
3. King's Cage (2017)
Кралска клетка, изд.: „Сиела“, София (2017), прев. Деница Райкова, ISBN 9789542823285
4. War Storm (2018)
Гибелна буря, изд.: „Сиела“, София (2018), прев. Деница Райкова, ISBN 9789542827467

#### Новели към серията
- Queen Song (2015) – предистория на серията
- Steel Scars (2016) – предистория на серията
  - Двете новели се съдържат в „Cruel Crown“ (2016)

- Broken Throne (2019)

### Серия „Рушител на селения“ (Realm Breaker)
1. Realm Breaker (2021)
Рушител на селения, изд.: „Сиела“, София (2022), прев. Деница Райкова, ISBN 978-954-28-3767-1
2. Blade Breaker (2022)
Унищожителят на меча, изд.: „Сиела“, София (2023), прев. Деница Райкова, ISBN 978-954-28-4303-0
3. Fate Breaker (2024)